# Saint-Martin-de-Commune
Saint-Martin-de-Commune község Franciaországban, Saône-et-Loire megyében, Bourgogne régióban. Lakosainak száma 100 fő (2022. január 1.). Saint-Martin-de-Commune Collonge-la-Madeleine, Couches, Dracy-lès-Couches, Saint-Émiland, Saint-Gervais-sur-Couches és Tintry községekkel határos.

## Népesség
A községnek 2012-ben 121 lakosa volt.
A település népessége az elmúlt években az alábbi módon változott:
| Lakosok száma | 123  | 114  | 115  | 106  | 103  | 101  | 101  | 101  | 100  |
|               | 2013 | 2015 | 2016 | 2017 | 2018 | 2019 | 2020 | 2021 | 2022 |